# هنوز سی سالم نشده
هنوز سی سالم نشده (کره‌ای: 아직 낫서른) یک مجموعه تلویزیونی محصول کره جنوبی سال ۲۰۲۱ با بازی جونگ این سون، کانگ مین هیوک، هانی، سونگ جه ریم، چا مین جی، بک سونگ چول و کیم جی سونگ است. این مجموعه بر پایه وب‌تون چیزی حدود ۳۰ اثر هه وون است و از ۲۳ فوریه تا ۱۳ آوریل ۲۰۲۱، روزهای شنبه و سه‌شنبه ساعت ۱۷:۰۰ (کی‌اس‌تی) از کاکائو تی‌وی پخش شد. تعداد بازدیدهای این مجموعه پس از گذشت دو هفته از آغاز آن، از ۱۳ میلیون گذشت.

## بازیگران

### اصلی
- جونگ این سون در نقش سو جی وون
  - کوان جونگ اون در نقش جوانی سو جی وون
- کانگ مین هیوک در نقش لی سونگ یو
  - کوان یونگ ووک در نقش جوانی لی سونگ یو
- هانی در نقش لی ران جو
- سونگ جه ریم در نقش چا دو هون
- چا مین جی در نقش هونگ آه یونگ
- بک سونگ چول در نقش هیونگ جون یونگ
- کیم جی سونگ در نقش لی هه ریونگ